# Џулија Бел
Џулија Бел (енгл. Julia Bell, 28. јануар 1879 — 26. април 1979) била је енглеска математичарка, лекар и истраживач у области хумане генетике. Открила је узрок једне врсте менталне заосталости код деце која је по Џејмсу Мартину (1893–1984) и њој названа Мартин-Бел синдром.

## Епоними
Мартин-Бел синдром — наслеђени је облик менталне заосталости услед мутације у FMRP1 гену (крхком (фрагилном) Х-протеину 1 — енгл. Fragile X Mental Retardation Protein 1), која је праћена макроорхидизмом, прогнатизмом, хипотонијом и аутизмом, са карактеристичним, измењеним изгледом лица. Овај синдром јавља се код; 1 на 4.000 мушкараца и 1 на 8.000 жене.
Синдром носи назив по Џорџу Мартину и Џулији Бел, који су га 1934. први описали. Касније је преименован у; синдром крхког (фрагилног) Х-хромозома (FXS), који се у 21. веку све више под тим називом изучава.
Главни разлог зашто се поље неуронауке све више окреће изучавању Мартин-Бел синдрома, односно FXS, је тај што он може да буде „модел за проучавање аутизма“, бар код једне групе јер су истраживачи установили да крхки (фрагилни) Х-ген утиче тако што „оставља отиске прстију” на половину од многобројних гена у аутизму.

## Живот и дело
Дипломирала је математику на колеџу Тринити у Даблину. Шест година по дипломирању бавила се истраживањем соларне паралаксе у Кембричкој опсерваторији. Рад је наставила на Универзитетском колеџу у Кембриџу, као асистент на одсеку статистике. На наговор ментора, математичара Карла Пирсона (1857-1936), једног од оснивача модерне статистике, Џулија Бел је 1914. уписала студиј медицине на Лондонској медицинској школи за жене (Royal Free Hospital) и болници Сент Мери. Дипломирала је 1920, а за члана Краљевског колеџа лекара изабрана је 1938.
Радећи као стални члан Медицинског истраживачког концила у Голтоновој лабораторији Универзитетског колеџа, започела је пионирски рад на документовању наследних болести. Са Џоном Бердоном Сандерсон Халдејном (1892—1964) написала је чланак о повезаности гена за далтонизмом са хемофилијом.
Умрла је у 100. години, целог живота бавећи се хуманом генетиком. У 80. години живота написала је чланак Рубеола у трудноћи. Пензионисана је на лични захтев у 86. години живота.
Поред Мартин-Бел синдрома, њено име је повезано и са пет различитих облика брахиодактилитиса.